# 河原子海水浴場
河原子海水浴場（かわらごかいすいよくじょう）は、茨城県日立市にある海水浴場である。

## 地理
河原子海岸にあり、日立市には河原子海水浴場を含めて6つの海水浴場があるが、河原子海水浴場は茨城県全体を代表する海水浴場の一つとされ、内陸県からも多くの海水浴客が訪れる。
環境省による快水浴場百選や日本の水浴場88選に選ばれている。日立市のその他の海水浴場で快水浴場百選地に選ばれたのは、伊師浜海水浴場、水木海水浴場である。
なお、河原子海岸では貴重なアカウミガメやスナメリなどの生息も確認されており、他にも貴重なクジラやイルカやウミガメや海鳥や魚類などが周辺で見られる可能性もある。

## 開設期間
7月15日 - 8月20日

## 周辺施設・スポット
- 海の家・・・2軒
- シャワー・・6ヶ所
- トイレ・・・4ヶ所
- 駐車場・・・200台、駐車料金1,000円。
- 河原子北浜スポーツ広場[1]
- 烏帽子岩[1]

## 交通
- 公共機関：JR常磐線 常陸多賀駅から日立電鉄バス「河原子バス停」下車徒歩5分[2]
- 自家用車：常磐自動車道 日立南太田ICから25分[2]

## イベント
- 毎年恒例の「河原子海上花火大会」や「ひたち河原子花火大会」[1]が行われている。
- サーフィンの全国大会の海上としても利用されている[1]。

## 問合せ先
- 河原子観光協会
- 河原子商業会
- 河原子遊覧船組合